# Fuchsite
La Fuchsite è una varietà di muscovite di colore verde-argentato con cristalli lamellari contenente cromo trivalente al posto dell'alluminio.
Si trova in agglomerati cristallini spesso con impurità nere dovute alla presenza di altre rocce con un sistema cristallino molto simile.
Di abito reniforme è al primo grado della scala di Mohs (si riga con un'unghia) e presenta una lucentezza vitrea.
Il colore verde è dovuto a impurezze di cromo, il cromo sostituisce qualche atomo di alluminio, tuttavia per parlare di fuchsite, il cromo deve essere superiore al 4,8 % del minerale, altrimenti si parla di mariposite che prende il nome da Mariposa in California, mentre la fuchsite prende il nome da Johann Nepomuk von Fuchs, geologo e mineralogista tedesco.

## Abito cristallino
Massivo, micaceo.

## Forme in cui si presenta in natura
In aggregati scagliosi o in cristalli che caratterizzano la dolomia di Lengenbach nella Binntal.

## Origine e giacitura
Nei graniti e nelle pegmatiti. Anche in micascisti insieme a biotite, in dolomie metamorfizzate o in marmi o in calcescisti o in peridotiti oliviniche o in serpentini.

## Proprietà chimico fisiche
È inattaccabile dagli acidi ed è infusibile.
Strutturalmente il minerale è una mica: nel dettaglio alcuni strati sono formati da atomi di ossigeno che formano un tetraedro al cui centro vi è un atomo di silicio. Gli atomi di ossigeno sono uniti triangolarmente a formare delle maglie a struttura esagonale di grandezza indefinita. Gli altri strati sono formati da ottaedri in cui al centro vi sono l'alluminio o il cromo e ai vertici gli altri elementi della fuchsite, escluso il potassio. Gli strati di ottaedri sono alternati ai tetraedri formando un pacchetto e questi pacchetti sono uniti tra loro tramite atomi di potassio.

## Località di ritrovamento
- In Italia:

presso Cogne (provincia di Aosta), a Musso (provincia di Como), nella Val Malenco (provincia di Sondrio), a Fundres, in Val di Vizze (provincia di Bolzano) ed a Biella.
- Nel resto d'Europa:

nella Zillertal ed a Pragatten (Austria) e negli Urali (Russia).